# Vörös frangipáni

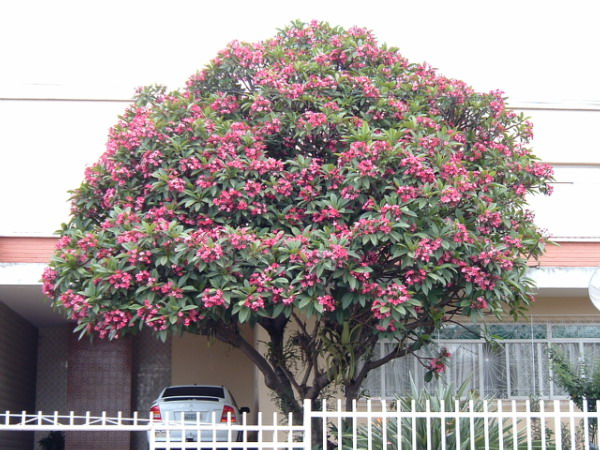
Virágzó templomfa

A vörös frangipáni, vagy templomfa, pagodafa, (Plumeria rubra) a meténgfélék (Apocynaceae) családjában a frangipáni (Plumeria) nemzetség egyik, dísznövényként talán legismertebb faja.

## Származása, elterjedése
Eredeti élőhelye Közép-Amerika (Dél-Mexikótól Dél-Amerika északi partvidékéig) és a Karib-térség. A világ legtöbb trópusi, illetve meleg szubtrópusi éghajlatú térségébe betelepítették, egyebek közt Madeirára és a Hawaii-szigetekre is — olyannyira, hogy gyakorta hawaii rózsának nevezik.

## Megjelenése, felépítése
Húsos ágú cserje vagy kisebb fa; kb. 6–8 m magasra nő meg. Teljesen egyenes, vaskos, szétterülő ágai meglehetősen zsúfoltak és könnyen törnek. A törés vagy a sérülés helyén fehér, erősen mérgező, tejszerű nedvet áraszt.
Bőrszerű levelei hosszúkásak, lándzsásak. A levelek erezete a levél középvonalában végigfutó, vastag főérre merőlegesen párhuzamos.
Virágzata bog.

## Életmódja, élőhelye
Lombhullató. Teljes magasságát 5–6 éves korára éri el.
Trópusi növény lévén már a 10 °C alatti hőmérsékletet is rosszul tűri.
A tápdús, jó vízgazdálkodású talajt kedveli. Gyors növekedéséhez teljes napsütésre van szükség. Lombkoronája sűrűbb lesz, ha a hajtások végeit rendszeresen visszavágják.

## Felhasználása
Dísznövénynek ültetik. Fagyérzékenysége miatt Magyarországon csak cserépben, ládában nevelhető. Illatos, fehér, illetve rózsaszín virágaiból fonják a hawaii lányok híres vendégváró virágfüzérét.

## Alfajok, változatok
Legismertebb változatát, a háromszínű frangipánit (Plumeria rubra L. forma tricolor) esetenként önálló fajként (Plumeria tricolor) írják le.
Néhány kertészeti változat:
- Plumeria rubra 'Muang Bendjapan' — Mályvarózsaszín, 5 cm átmérőjű virágainak közepe narancssárga. Leheletnyi édes illatuk van.
- Plumeria rubra 'Muang Daeng' — Mályvarózsaszín, 7–9 cm átmérőjű virágainak a közepe piros, narancssárgás árnyalattal. Illatuk erős, parfümös.
- Plumeria rubra 'Muang Jack' — Rózsaszín, 5–7 cm átmérőjű virágainak narancssárga a közepe, középerős az illata.
- Plumeria rubra 'Muang Sengyam' — Mályvarózsaszín, 5–6 cm átmérőjű virágainak a közepe eleinte narancssárga, majd halványrózsaszínné fakul. Az illatuk középerős.
- Plumeria rubra 'Pattaya Star' — Bimbói rózsáspirosak, a virágszirom egyik fele sötétrózsaszín, a másik citromsárga, a vége rózsaszín. Az édes illatú virágok átmérője 8–10 cm.
- Plumeria rubra 'Pet Sairung' ('Pinwheel Rainbow') — Piros, 7–10 cm átmérőjű virágainak narancssárga a közeper, közeperős, édes az illata.
- Plumeria rubra 'Phet Pachara' — Barackrózsaszín, 7–8 cm átmérőjű virágainak sárga a közepe, örvényszerű rajzolattal. Édes illatuk közeperős.

## Képek

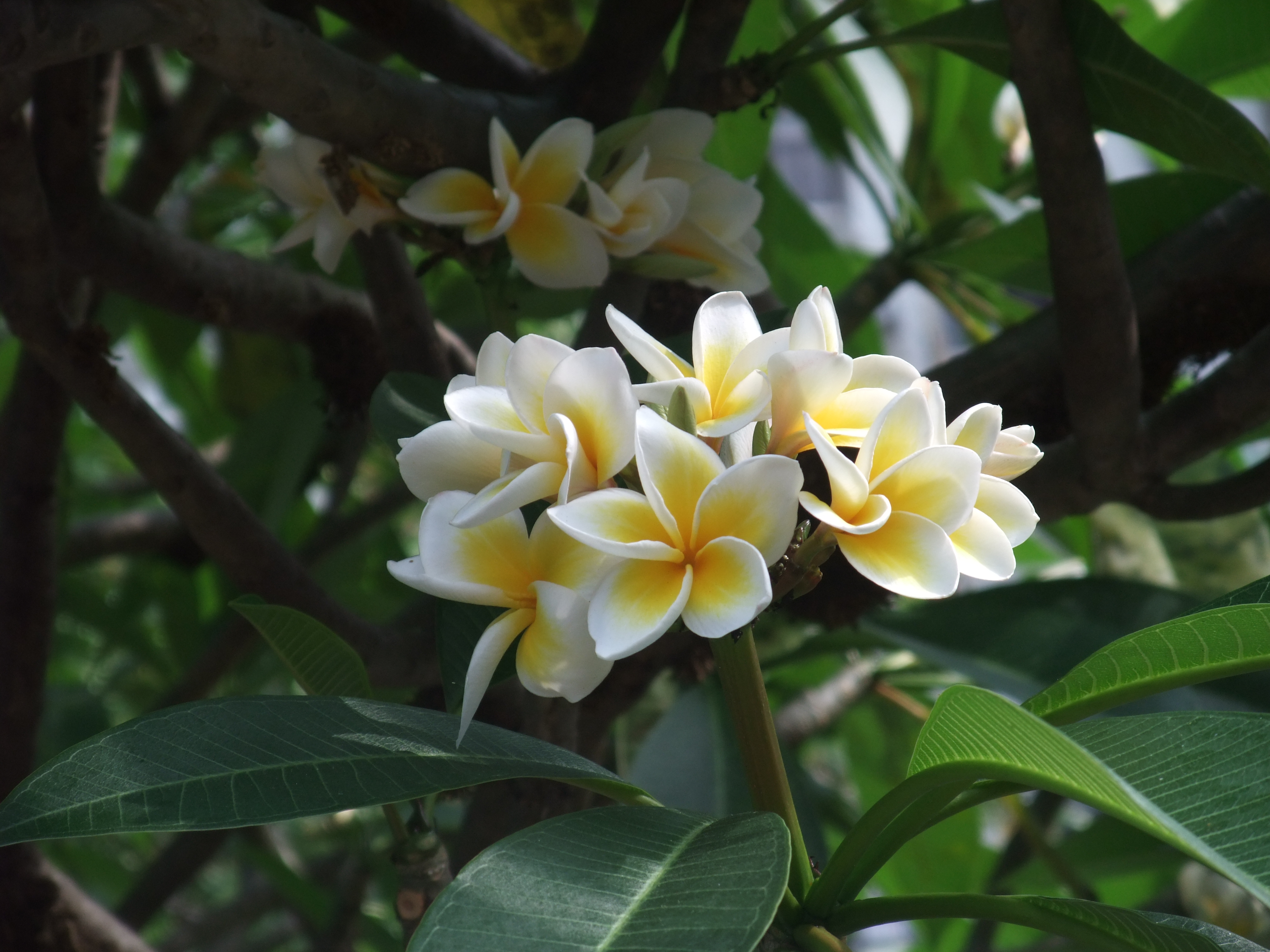
virágai
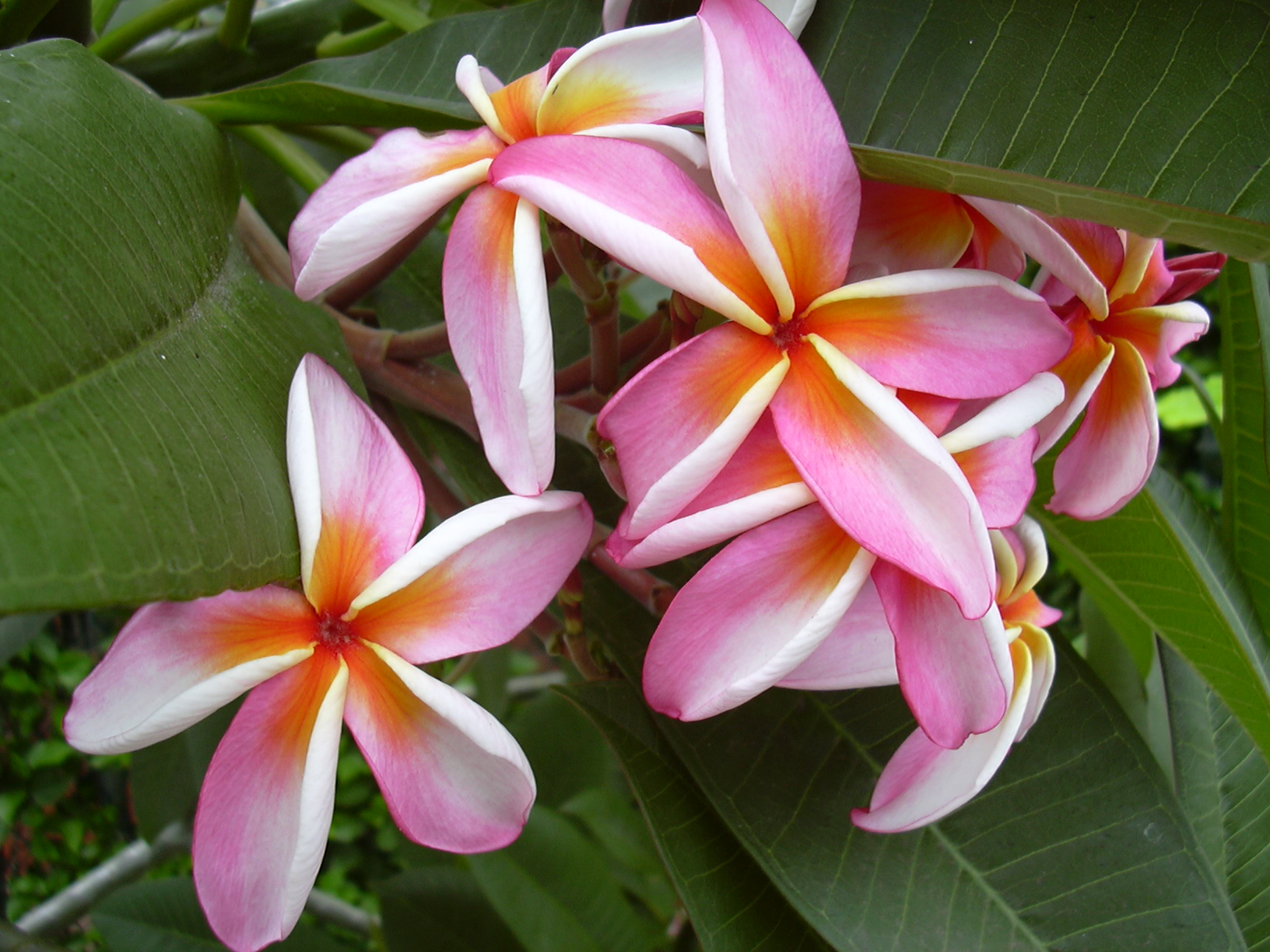
színváltozat
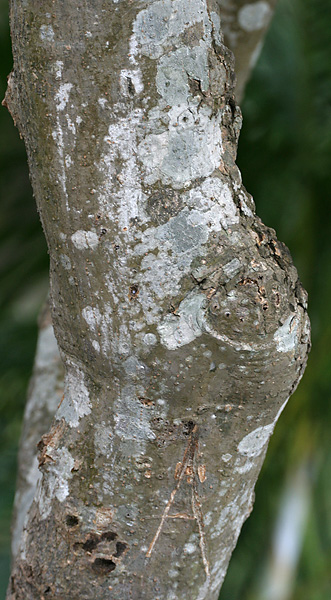
törzse
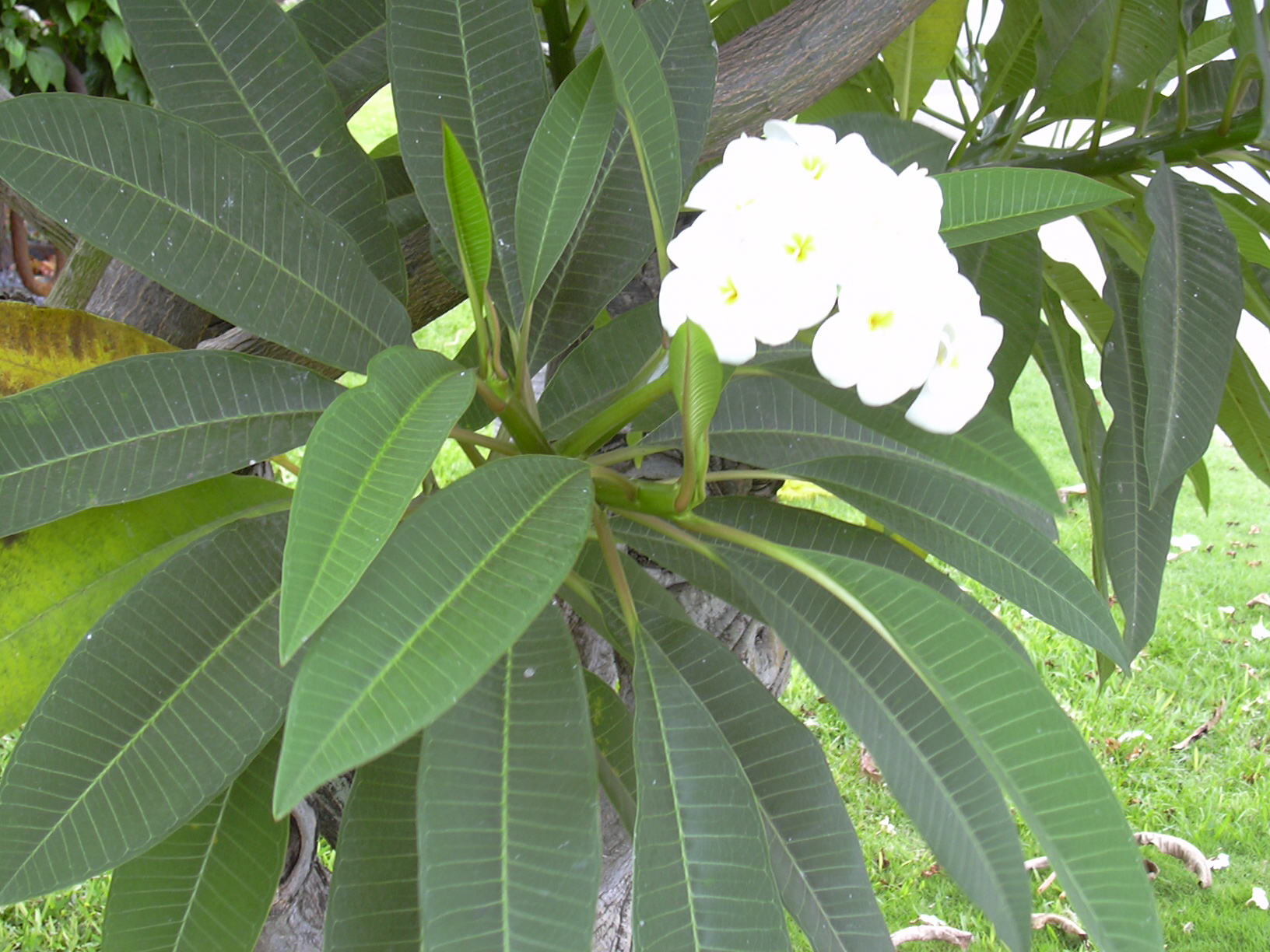
levele
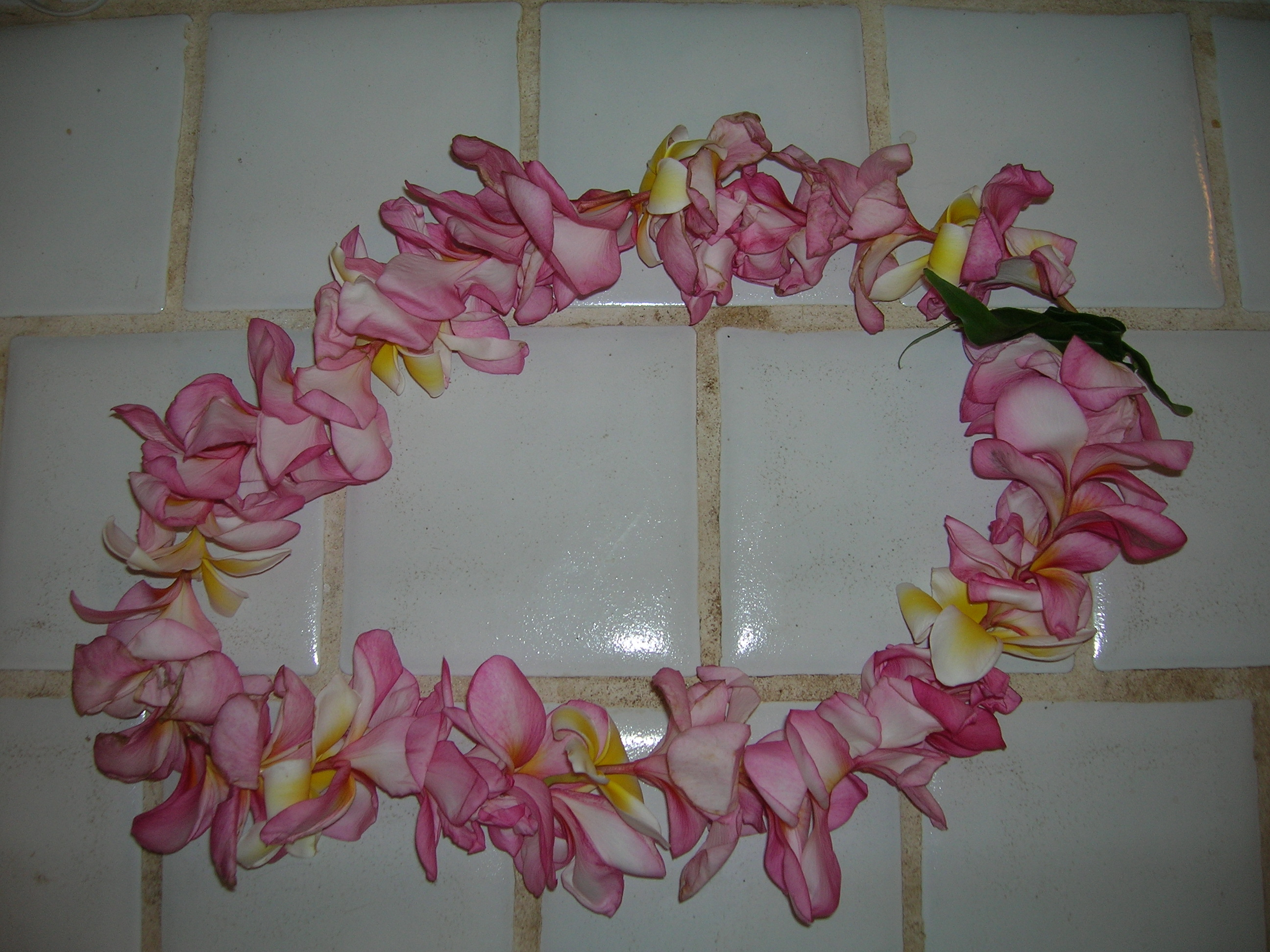
virágából font hawaii üdvözlő füzér
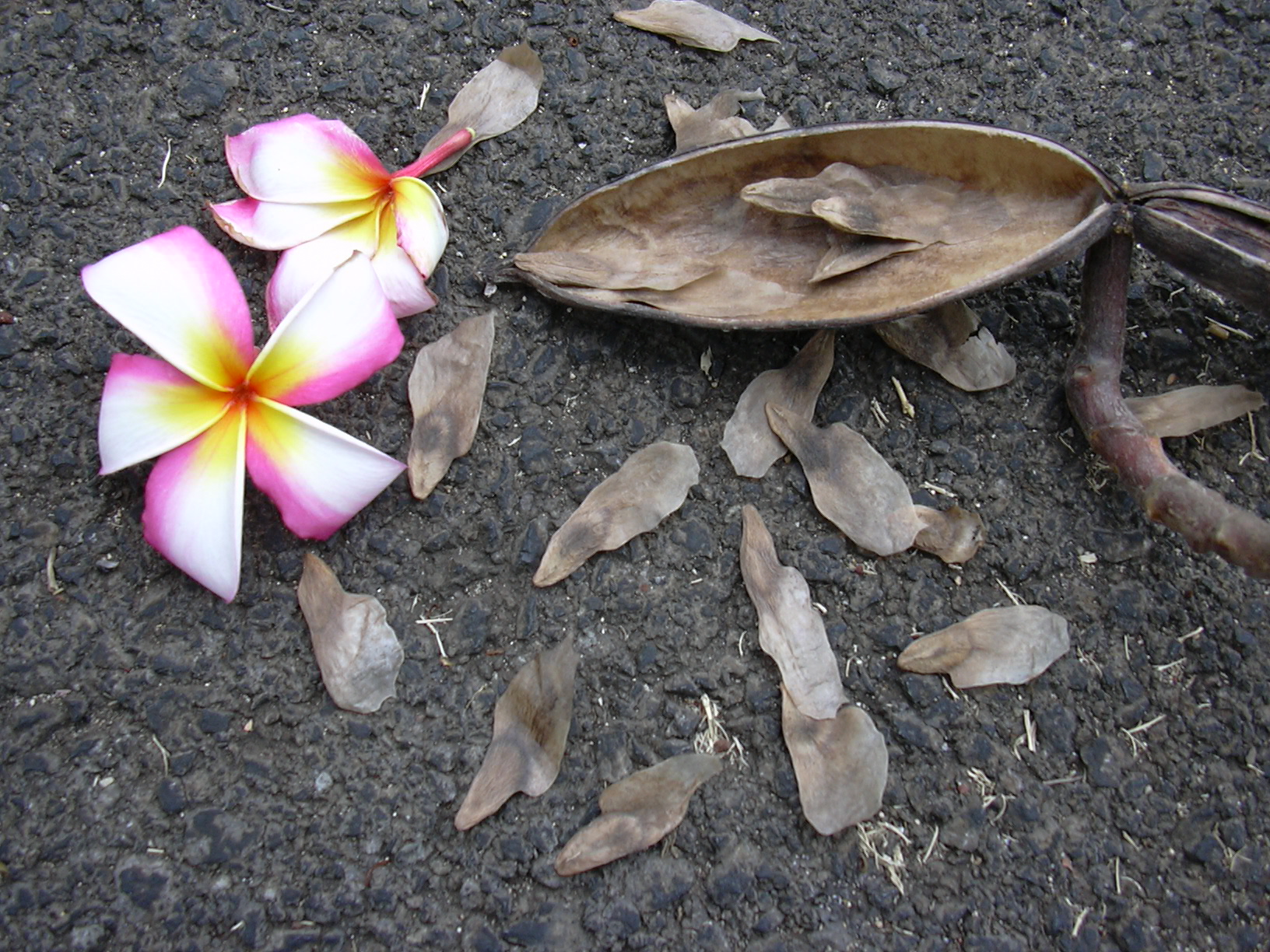
virága és száraz terméséből kihulló magjai